# Warrington Gillette
Francis Warrington Gillet III (Baltimore, 7 de outubro de 1960), conhecido no meio artístico como Warrington Gillette, é um ator, agente imobiliário, empresário e ex-banqueiro de investimento norte-americano. Notabilizou-se por sua interpretação do assassino Jason Voorhees no filme Friday the 13th Part 2.

## Vida e carreira

### Primeiros anos e educação
Nascido em Baltimore, Maryland, Gillette é descendente de famílias influentes da região. Seu pai, Francis Warrington Gillet Jr., era um conhecido agente imobiliário e distribuidor de bebidas local; sua mãe, Eleanor Tydings, é filha de Millard E. Tydings, antigo senador dos Estados Unidos. O avô paterno de Gillette, Francis Warrington Gillet (1895 - 1969), foi um ás da aviação que serviu nas Forças Armadas dos Estados Unidos e do Reino Unido durante a Primeira Guerra Mundial, pilotando o Sopwith Dolphin e sendo condecorado com a Cruz de Voo Distinto britânica por suas vinte vitórias creditadas. Os pais de Gillette divorciaram-se em 1964, quando ele tinha quatro anos. Warrington graduou-se em economia na Villanova University, Pensilvânia. Estudou atuação com Lee Strasberg em Nova Iorque antes de ir para a Califórnia, onde se juntou à Hollywood Stunt Man's Association. Passou a assinar com o sobrenome "Gillette" por considerar que essa grafia "evoca um toque mais nítido e comercial".

### Friday the 13th Part 2
Em 1980, Gillette fez um teste para o papel do monitor Paul no filme Friday the 13th Part 2, dirigido por Steve Miner. O personagem foi interpretado por John Furrey e Gillette foi escalado como o antagonista Jason Voorhees, tornando-se o segundo ator a ser selecionado para esse papel. Ele fez a cena final em que Jason, com o rosto desfigurado revelado ao público, salta repentinamente por uma janela e ataca a protagonista Ginny (Amy Steel). Embora Gillette tenha recebido crédito na tela como intérprete de Jason, a maior parte das cenas em que o personagem aparece, com o rosto coberto por um saco, foram feitas pelo ator Steve Daskawisz, creditado como dublê.
Gillette não usou a marcante máscara de hóquei no gelo do personagem, mas apareceu no filme sob uma pesada maquiagem, que levava entre seis e sete horas para ficar pronta e incluía implantes dentários desconfortáveis. A cena do salto na janela foi filmada em muitas tomadas, registradas durante a noite, demorando alguns dias para ser concluída. Ao longo das filmagens, a próteses faciais forçavam o ator a fechar um dos olhos por cerca de 20 horas de cada vez, o que o fazia perder toda a percepção de profundidade durante a ação. Ele brincou que, após a cena ter sido concluída ele estava "absolutamente com disposição de matar" sua última vítima no filme.

### Outros trabalhos e vida pessoal
Em 1982, Gillette participou do longa-metragem de ficção científica Time Walker. Ao longo da década de 1980, ele trabalhou em workshops de comédia, fez um documentário sobre a cidade de Saratoga (Nova Iorque), apareceu na telessérie General Hospital e em alguns comerciais. Tornou-se banqueiro de investimentos de Wall Street em 1986 e continuou atuando ocasionalmente. Nessa época, ele apareceu em um artigo do National Enquirer sobre os intérpretes de Jason, em uma foto na qual segurava um facão em frente à Bolsa de Valores de Nova Iorque. Na década de 2000, tornou-se agente imobiliário em Palm Beach, Flórida, e também empresário do ramo de roupas.
O ator cresceu em uma fazenda de cavalos e anunciou em 2004 que estava produzindo um programa de televisão sobre o estilo de vida equestre; ele chegou a enviar um piloto promocional para os canais Discovery Channel e E!. Nesse mesmo ano, divulgou o projeto de seu próprio filme de terror, baseado em eventos de sua vida pessoal relacionados a morte de seu pai em 2002, cujas circunstâncias ele considerava muito suspeitas. Originalmente intitulado Bloody Social, o enredo desse longa-metragem giraria em torno de um típico assassino de filmes slasher atacando a alta sociedade de Palm Beach, em busca de vingança pela morte do pai. Em janeiro de 2021, Gillette publicou um trailer promocional para o projeto, agora sob o título Bloody Social - Nightmare in Palm Beach, anunciando que o filme ainda estava em desenvolvimento. Ele foi casado entre 1996 e 1997 com a modelo sueca Martina Jeansson, com quem teve um filho, Francis Warrington Gillet IV.

## Filmografia

### Cinema
| Ano  | Título                                                         | Papel            | Notas                                                 | Ref.   |
| ---- | -------------------------------------------------------------- | ---------------- | ----------------------------------------------------- | ------ |
| 1981 | Friday the 13th Part 2                                         | Jason Voorhees   |                                                       | [ 12 ] |
| 1982 | Time Walker                                                    | Stanley Robinson |                                                       | [ 12 ] |
| 2004 | The Friday the 13th Chronicles                                 | Ele mesmo        | Documentário em vídeo                                 | [ 15 ] |
| 2005 | Penny Dreadful                                                 | Donald Acquin    |                                                       | [ 16 ] |
| 2009 | Confessions of a Shopaholic                                    |                  | Elenco (não creditado)                                | [ 17 ] |
| 2009 | Duplicity                                                      |                  | Figurante                                             | [ 18 ] |
| 2009 | Jason Forever                                                  | Ele mesmo        | Documentário de curta-metragem (filmagens de arquivo) | [ 19 ] |
| 2013 | Crystal Lake Memories: The Complete History of Friday the 13th | Ele mesmo        | Documentário em vídeo                                 | [ 20 ] |
| 2013 | The Psychology of Scary Movies                                 | Jason Voorhees   | Documentário de curta-metragem (filmagens de arquivo) | [ 21 ] |

### Televisão
| Ano       | Título                                          | Função    | Notas                                         | Ref.   |
| --------- | ----------------------------------------------- | --------- | --------------------------------------------- | ------ |
| Déc. 1980 | General Hospital                                | Elenco    | Soap opera                                    | [ 7 ]  |
| 2004      | Equestrian Lifestyles                           | Produtor  | Piloto televisivo                             | [ 9 ]  |
| 2009      | His Name Was Jason: 30 Years of Friday the 13th | Convidado | Teledocumentário (Starz) Diretamente em vídeo | [ 22 ] |